# Araneidae
Nhện thợ dệt hình cầu hay nhện thợ dệt quả cầu (danh pháp khoa học: Araneidae) là một họ nhện với 3.006 loài trong 168 chi phân bố trên toàn cầu, Araneidae là họ nhện lớn thứ ba sau Salticidae và Linyphiidae)..

## Các chi
- Araneinae Simon, 1895

- Anepsiini

- Anepsion Strand, 1929
- Paraplectanoides Keyserling, 1886
- Thorellina Berg, 1899

- Arachnurini

- Arachnura Vinson, 1863

- Araneini

- Acanthepeira Marx, 1883
- Acroaspis Karsch, 1878
- Actinosoma Holmberg, 1883
- Aculepeira Chamberlin & Ivie, 1942
- Agalenatea Archer, 1951
- Alpaida O. P.-Cambridge, 1889
- Amazonepeira Levi, 1989
- Araneus Clerck, 1757
- Carepalxis L. Koch, 1872
- Cercidia Thorell, 1869
- Chorizopes O. P.-Cambridge, 1870
- Cnodalia Thorell, 1890
- Colaranea Court & Forster, 1988
- Collina Urquhart, 1891
- Cryptaranea Court & Forster, 1988
- Dubiepeira Levi, 1991
- Epeiroides Keyserling, 1885
- Gibbaranea Archer, 1951
- Heurodes Keyserling, 1886
- Lewisepeira Levi, 1993
- Madrepeira Levi, 1995
- Metazygia F. O. P.-Cambridge, 1904
- Metepeira F. O. P.-Cambridge, 1903
- Milonia Thorell, 1890
- Molinaranea Mello-Leitão, 1940
- Nemosinga Caporiacco, 1947
- Nicolepeira Levi, 2001
- Novakiella Court & Forster, 1993
- Novaranea Court & Forster, 1988
- Nuctenea Simon, 1864
- Ocrepeira Marx, 1883
- Pararaneus Caporiacco, 1940
- Parawixia F. O. P.-Cambridge, 1904
- Perilla Thorell, 1895
- Pherenice Thorell, 1899
- Pozonia Schenkel, 1953
- Rubrepeira Levi, 1992
- Scoloderus Simon, 1887
- Singa C. L. Koch, 1836
- Spinepeira Levi, 1995
- Tatepeira Levi, 1995
- Tukaraneus Barrion & Litsinger, 1995
- Wagneriana F. O. P.-Cambridge, 1904
- Wixia O. P.-Cambridge, 1882
- Yaginumia Archer, 1960
- Zealaranea Court & Forster, 1988
- Zilla C. L. Koch, 1834

- Arkycini

- Aerea Urquhart, 1891
- Arkys Walckenaer, 1837
- Neoarchemorus Mascord, 1968

- Bertranini

- Bertrana Keyserling, 1884
- Spintharidius Simon, 1893

- Celaenini

- Celaenia Thorell, 1868
- Taczanowskia Keyserling, 1879

- Cyclosini

- Acusilas Simon, 1895
- Allocyclosa Levi, 1999
- Araniella Chamberlin & Ivie, 1942
- Cyclosa Menge, 1866
- Deione Thorell, 1898
- Edricus O. P.-Cambridge, 1890
- Eriophora Simon, 1864
- Nemoscolus Simon, 1895
- Nemospiza Simon, 1903
- Verrucosa McCook, 1888

- Dolophonini

- Dolophones Walckenaer, 1837
- Hypsosinga Ausserer, 1871
- Leviellus Wunderlich, 2004
- Parazygiella Wunderlich, 2004
- Pitharatus Simon, 1895
- Stroemiellus Wunderlich, 2004
- Zygiella F. O. P.-Cambridge, 1902

- Exechocentrini

- Coelossia Simon, 1895
- Exechocentrus Simon, 1889

- Heterognathini

- Heterognatha Nicolet, 1849
- Poecilarcys Simon, 1895

- Hypognathini

- Hypognatha Guérin, 1839

- Mangorini

- Acacesia Simon, 1895
- Alenatea Song & Zhu, 1999
- Eriovixia Archer, 1951
- Eustacesia Caporiacco, 1954
- Eustala Simon, 1895
- Faradja Grasshoff, 1970
- Hingstepeira Levi, 1995
- Kilima Grasshoff, 1970
- Larinia Simon, 1874
- Lariniaria Grasshoff, 1970
- Larinioides Caporiacco, 1934
- Lipocrea Thorell, 1878
- Mahembea Grasshoff, 1970
- Mangora O. P.-Cambridge, 1889
- Neoscona Simon, 1864
- Paralarinia Grasshoff, 1970
- Prasonica Simon, 1895
- Prasonicella Grasshoff, 1971
- Pseudopsyllo Strand, 1916
- Psyllo Thorell, 1899
- Siwa Grasshoff, 1970
- Spilasma Simon, 1897
- Umbonata Grasshoff, 1971

- Poltyini

- Cyphalonotus Simon, 1895
- Homalopoltys Simon, 1895
- Ideocaira Simon, 1903
- Kaira O. P.-Cambridge, 1889
- Micropoltys Kulczyn'ski, 1911
- Poltys C. L. Koch, 1843
- Pycnacantha Blackwall, 1865

- Pseudartonini

- Pseudartonis Simon, 1903

- Testudinarini

- Testudinaria Taczanowski, 1879

- Ursini

- Ursa Simon, 1895

- incertae sedis

Glyptogona Simon, 1884
- Argiopinae

- Argiope Audouin, 1826
- Gea C. L. Koch, 1843
- Neogea Levi, 1983
- Witica O. P.-Cambridge, 1895

- Cyrtarachninae Simon

- Cyrtarachnini Simon

- Aethriscus Pocock, 1902
- Aethrodiscus Strand, 1913
- Aranoethra Butler, 1873
- Cyrtarachne Thorell, 1868
- Friula O. P.-Cambridge, 1896
- Paraplectana Brito Capello, 1867
- Pasilobus Simon, 1895
- Poecilopachys Simon, 1895

- Mastophorini

- Acantharachne Tullgren, 1910
- Cladomelea Simon, 1895
- Mastophora Holmberg, 1876
- Ordgarius Keyserling, 1886

- Cyrtophorinae

- Cyrtophora Simon, 1864
- Kapogea Levi, 1997
- Manogea Levi, 1997
- Mecynogea Simon, 1903
- Megaraneus Lawrence, 1968

- Gasteracanthinae

- Caerostrini

- Aspidolasius Simon, 1887
- Caerostris Thorell, 1868
- Talthybia Thorell, 1898
- Thelacantha Hasselt, 1882

- Gasteracanthini

- Acrosomoides Simon, 1887
- Actinacantha Simon, 1864
- Aetrocantha Karsch, 1879
- Afracantha Dahl, 1914
- Augusta O. P.-Cambridge, 1877
- Austracantha Dahl, 1914
- Gasteracantha Sundevall, 1833
- Gastroxya Benoit, 1962
- Hypsacantha Dahl, 1914
- Isoxya Simon, 1885
- Macracantha Simon, 1864
- Madacantha Emerit, 1970
- Parmatergus Emerit, 1994
- Togacantha Dahl, 1914

- Micratheninae

- Chaetacis Simon, 1895
- Micrathena Sundevall, 1833
- Pronoides Schenkel, 1936
- Xylethrus Simon, 1895

- incertae sedis

- Artonis Simon, 1895
- Colphepeira Archer, 1941
- Enacrosoma Mello-Leitão, 1932
- Encyosaccus Simon, 1895
- Melychiopharis Simon, 1895
- Micrepeira Schenkel, 1953
- Pronous Keyserling, 1881
- Sedasta Simon, 1894
- Singafrotypa Benoit, 1962
- Tethneus Scudder, 1890 †

- Tethneus guyoti (Scudder, 1890) †
- Tethneus henzii (Scudder) †
- Tethneus robustus (Petrunkevitch) †